# Kahuripan
1019–1045
Entités précédentes :
- Ancien royaume de Mataram

Entités suivantes :
- Royaume de Janggala
- Royaume de Kediri

Le Kahuripan était un royaume javanais situé dans le Java oriental. Sa capitale, Kahuripan, était située dans l'estuaire du fleuve Brantas entre les actuelles Surabaya et Pasuruan.
Le royaume a existé peu de temps, entre 1019 et 1045. Il était dirigé par le raja Airlangga qui l'a fondé sur les ruines de l'ancien royaume de Mataram après l'invasion de Sriwijaya.
Airlangga a abdiqué en 1045 en faveur de ses deux fils pour lesquels il a divisé le royaume en deux parties : le royaume de Janggala et le royaume de Kediri (ou Panjalu)
Le nom du royaume vient d'un mot en vieux javanais, hurip (« à la vie ») avec le préfixe et le suffixe ka- -an (« vie »), le tout signifiant  « moyen d'existence ». Au XIVe siècle et au XVe siècle, l'ancien royaume fut reconnu comme l'une des 12 provinces de Majapahit.

## Chute de Mataram
L'ancien royaume de Mataram occupait depuis le VIIIe siècle tout le Java central. Airlangga était le fils de la reine Mahendradatta, sœur du roi de Mataram Dharmawangsa, et de Udayana Warmadewa, roi de Bali. Il a grandi à la cour de Mataram auprès de son oncle. Dans sa soif d'expansion, le roi lança une attaque navale contre le puissant état de Sriwijaya. Elle fut un échec.
Une inscription sur la pierre de Calcutta (datant de 1041) évoque une terrible calamité qui s'est abattu sur Java. Les historiens suggèrent qu'il s'agit de représailles de Sriwijaya en réponse à l'attaque de Dharmawangsa.

## Formation

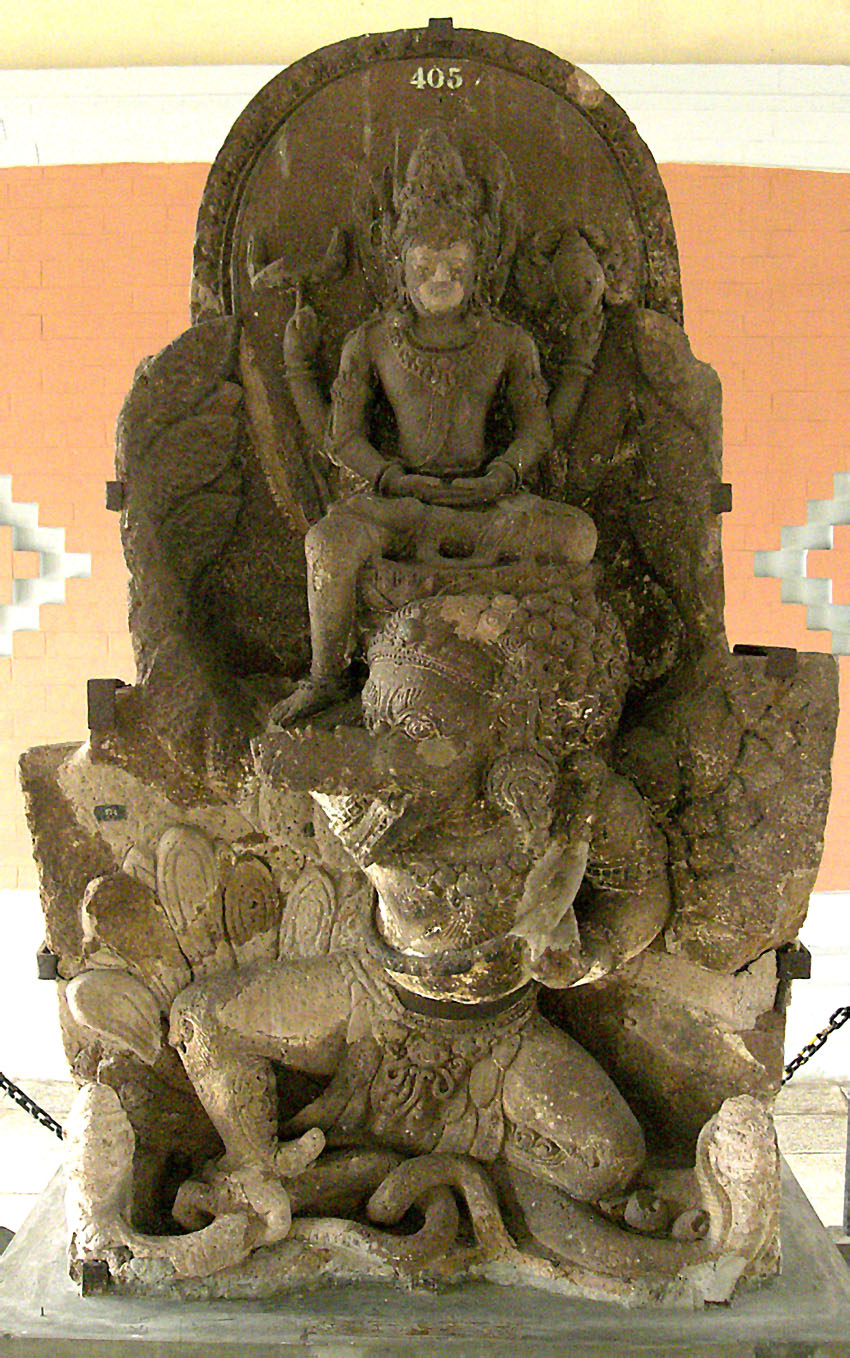
Le roi Airlangga représenté sous les traits de Vishnou montant Garuda (temple de Belahan)

En 1019, après un exil de plusieurs années à l'ermitage de Vanagiri, Airlangga réunit les anciens administrateurs. Il reconstitue l'ancien pouvoir et fait la paix avec Sriwijaya. Le nouveau royaume est nommé Kahuripan et s'étend de Pasuruan à l'est à Madiun à l'ouest. En 1025, Airlangga étend son influence alors que Sriwijaya décline. Par son ascendance, il rapproche naturellement Java de Bali.

## Division
À la fin de sa vie, Airlangga fait face à un problème de succession. Son héritière, la princesse Sanggramawijaya a décidé de renoncer au trône pour devenir ermite bouddhiste. En 1045, il divise le royaume pour ses deux fils : d'un côté le royaume de Janggala, de l'autre le royaume de Kediri. Il repart alors en ermitage jusqu'à la fin de sa vie.